# Central F.C.
Der Central Football Club, kurz Central F.C., ist ein Fußballverein aus Couva in Trinidad und Tobago. Der 2012 gegründete Verein gewann drei Mal den trinidadischen Meistertitel.

## Geschichte
Der Verein wurde im Juli 2012 von Brent Sancho und Kevin Harrison gegründet. Erster Trainer wurde der ehemalige englische Nationalspieler Graham Rix, der nach fünf Monaten in seine Heimat zurückkehrte. Sein Nachfolger wurde ein weiterer ehemaliger englischer Nationalspieler, Terry Fenwick. Der Verein startete direkt in der TT Pro League; die erste Saison war die Saison 2012–13. Das erste Spiel erfolgte gegen den dreimaligen Meister Police FC und endete mit einem 1:0-Sieg für den Central F.C. Beim FA Cup, dem Pokalwettbewerb der Trinidad and Tobago Football Association, gelangte der Verein in seiner ersten Saison bis ins Finale, wo er an Morvant Caledonia United scheiterte. Ab der Saison 2014–15 gelangen dem Central F.C. drei Meisterschaften in Folge. 2015 und 2016 gewann der Verein die internationale CFU Club Championship.

## Erfolge
- 2013: Sieger im Trinidad and Tobago League Cup
- 2014: Sieger im Trinidad and Tobago League Cup
- 2015: Trinidadischer Meister
- 2015: Sieger der CFU Club Championship
- 2016: Trinidadischer Meister
- 2016: Sieger der CFU Club Championship
- 2017: Trinidadischer Meister

## Ehemalige Spieler
| Position | Name                 | Von  | Bis  | Jahre | Nationalspieler |
| -------- | -------------------- | ---- | ---- | ----- | --------------- |
| Abwehr   | Akeem Adams          | 2012 | 2013 | 2     | ✓               |
| Abwehr   | Julius James         | 2017 | 2017 | 1     | ✓               |
| Tor      | Marvin Phillip       | 2012 | 2013 | 2     | ✓               |
| Tor      | Jan-Michael Williams | 2013 | 2017 | 5     | ✓               |

## Trainer
- Graham Rix (2012)
- Terry Fenwick (2013–2014)
- Zoran Vraneš (2014–2015)
- Dale Saunders (2016–2017)
- Stern John (2017–2020)